# Observe and Report
Pour plus de détails, voir Fiche technique et Distribution.
Observe and Report ou L'Agent provocateur au Québec, est un film américain de Jody Hill sorti en 2009.

## Synopsis
Le chef de la sécurité d'un centre commercial s'engage dans une guerre de territoire contre la police locale.
Gardien de la sécurité dans un centre commercial, Ronnie Barnhardt croit avoir enfin trouvé une occasion de se faire valoir lorsqu'il se donne pour mission de capturer un exhibitionniste qui terrorise les employées et les clientes. Mais son zèle intempestif est refroidi par l'inspecteur Harrison, le détective de la police chargé de l'enquête, qui développe une haine envers Ronnie, qui décide de mener son enquête à sa façon...

## Fiche technique
- Titre original : Observe and Report
- Titre français : Ronnie la gaffe
- Titre québécois : L'Agent provocateur
- Réalisation et scénario : Jody Hill
- Producteur : Donald De Line (en)
- Musique : Joseph Stephens
- Producteurs exécutifs : Marty P. Ewing, William Fay, Andrew Haas, Jon Jashni et Thomas Tull
- Directeur de la photographie : Tim Orr
- Montage : Zene Baker (en)
- Distribution des rôles : Jo Edna Boldin et Sheila Jaffe
- Création des décors : Chris L. Spellman
- Direction artistique : Masako Masuda
- Décorateur de plateau : Helen Britten
- Création des costumes : Gary Jones
- Société de production : De Line Pictures et Legendary Pictures
- Distributeur : Warner Bros. Pictures
- Genre : Comédie
- Pays :  États-Unis
- Langue : anglais
- Durée : 86 minutes
- Dates de sortie en salles : 
  -  États-Unis : 16 mars 2009 (South by Southwest Film Festival)
  -  Canada et  États-Unis : 10 avril 2009
  -  Royaume-Uni : 24 avril 2009
  -  Belgique : 13 mai 2009
  -  Australie : 14 mai 2009
  -  Allemagne : 18 juin 2009

## Distribution
- Seth Rogen (V.Q. : Stéphane Rivard) : Ronnie Barnhardt
- Ray Liotta (V.Q. : Daniel Picard) : Détective Harrison
- Michael Peña (V.Q. : Frédéric Paquet) : Dennis
- Anna Faris (V.Q. : Violette Chauveau) : Brandi
- Dan Bakkedahl (V.Q. : Alain Sauvage) : Mark
- Jesse Plemons (V.Q. : Xavier Morin-Lefort) : Charles
- John Yuan (V.Q. : Nicholas Savard L'Herbier) : John Yuen
- Matthew Yuan (V.Q. : Paul Sarrasin) : Matt Yuen
- Aziz Ansari : Saddam
- Collette Wolfe (V.Q. : Marie-Claude Hénault) : Nell
- Celia Weston (V.Q. : Linda Roy) : Mme Barhardt
- Dan Bakkedahl : Mark
- Ben Best : Détective Okarski
- Randy Gambill : L'exhibitionniste
- Patton Oswalt : Roger
- Danny McBride : Le blanc défoncé

Source et légende : Version québécoise (V.Q.) sur Doublage Québec.

## Autour du film
- Le film n'est jamais sorti en salles en France, mais a connu une diffusion à la télévision sur la chaîne Orange CineNovo, le 27 mars 2011[3].
- Seth Rogen et Aziz Ansari tourneront de nouveau ensemble en 2009 dans Funny People.